# الیور فروند
الیور فروند (انگلیسی: Oliver Freund؛ زادهٔ ۱۵ آوریل ۱۹۷۰) بازیکن فوتبال اهل آلمان است.
از باشگاه‌هایی که در آن بازی کرده‌است می‌توان به باشگاه فوتبال هانوفر ۹۶، باشگاه فوتبال راپید وین، باشگاه فوتبال فرایبورگ، باشگاه ورزشی وردر برمن، و باشگاه فوتبال اسنابروک اشاره کرد.